# Trichiorhyssemus lasionotus
Trichiorhyssemus lasionotus är en skalbaggsart som beskrevs av Clouet 1901. Trichiorhyssemus lasionotus ingår i släktet Trichiorhyssemus och familjen Aphodiidae. Inga underarter finns listade i Catalogue of Life.